# Capparis flexuosa
Capparis flexuosa là một loài thực vật có hoa trong họ Capparaceae. Loài này được (L.) L. mô tả khoa học đầu tiên năm 1762.